# ماريا هو
ماريا هو (بالإنجليزية: Maria Ho)‏ هي لاعبة بوكر أمريكية، ولدت في 6 مارس 1983 في تايبيه في تايوان.

## وصلات خارجية
- ماريا هو على موقع IMDb (الإنجليزية)